# Horch 4-5 PS
La Horch 4/5 PS è un'autovettura prodotta dal 1901 al 1902 dalla Casa automobilistica tedesca Horch.

## Storia e profilo
Dopo il primo esperimento con la Horch-Wagen, August Horch trasse le prime deduzioni: la vettura doveva essere innanzitutto più potente, più leggera e soprattutto doveva essere meno costosa, in maniera tale da avere meno ripercussioni sul prezzo finale alla clientela. Inoltre, anche il cambio doveva essere reso più maneggevole e semplice da utilizzare.
Sulla base di queste e di altre considerazioni, già mentre da una  parte continuava la sperimentazione sulla Horch-Wagen, cominciò anche la progettazione del modello che ne avrebbe preso il posto. Le esigenze di leggerezza del motore, e più in generale del corpo vettura, spinsero Horch a rinunciare al bicilindrico Stoßfreiem ("senza vibrazioni" in tedesco), in favore di un'unità monocilindrica, sempre in lega leggera e sempre posizionato anteriormente, ma in grado di raggiungere una potenza massima (fra i 3.5 ed i 4 CV) che alla fine risultò ovviamente inferiore rispetto a quella del motore della Horch-Wagen. Per sopperire a ciò, il corpo vettura venne alleggerito mediante l'accorciamento del passo e mediante l'adozione di nuove ruote a raggi e di diametro inferiore, in luogo delle precedenti ruote più grandi e con razze in legno. La più grande novità proposta dalla nuova vettura stava nella trasmissione ad albero cardanico, una soluzione che all'epoca suscitò grande interesse dopo la sua introduzione da parte del francese Louis Renault nel suo primissimo modello, la Type A. Si ritiene che August Horch (così come altri progettisti di altre Case) si sia ispirato proprio all'invenzione di Renault. Sempre rimanendo in tema di trasmissione, per la sua nuova vettura August Horch rinunciò al cambio in blocco con il differenziale e separò i due dispositivi posizionando il cambio al centro del telaio ed il differenziale al retrotreno.

Per quanto riguarda la carrozzeria, August Horch si affidò al carrozziere tedesco Utermöhle, che realizzò una carrozzeria vis-à-vis, una soluzione non più modernissima neppure all'epoca, e che di lì a poco sarebbe rapidamente scomparsa dalle scene. Era anche prevista una versione con carrozzeria biposto di tipo phaeton.

Nel 1901, al momento del lancio, August Horch dichiarò che la vettura, oltre a montare il già menzionato monocilindrico, avrebbe potuto essere equipaggiata anche con il motore della precedente Horch-Wagen, motore che come già detto garantiva prestazioni leggermente superiori ed era meno soggetto a vibrazioni. Per questo motivo, molte delle fonti che oggi affrontano tale argomento, riportano spesso che la 4/5 PS era equipaggiata con un motore bicilindrico. Oltretutto questo fu il motore che di fatto diede il nome alla vettura, poiché la sua potenza, compresa tra i 4 ed i 5 CV, era la stessa di quella della Horch-Wagen. 

Sempre nel 1901, la vettura fu posta in commercio ad un prezzo di 2.300 marchi. In realtà, con una velocità massima di 30 km/h, le prestazioni non incontrarono ancora le aspettative di August Horch e nel giro di un anno la vettura fu tolta di produzione per far posto ad un nuovo modello, questa volta sensibilmente più potente, la 10/12 PS.